# エマーソン・エモリー
エマーソン・エモリー（Emerson Emory、1925年1月29日 – 2003年1月28日）は、テキサス州ダラス出身のアメリカの内科医および精神科医であった。エモイは、幼い頃から医者を目指し、第二次世界大戦中に米国陸軍のクオーターマスター軍需品に仕える前に、プレーリービュー州立工業大学（英語：Prairie View State Normal and Industrial College）へ通った。その後、ペンシルベニア州のリンカーン大学（英語：Lincoln University）とテネシー州ナッシュビルのメハリー医科大学で学んだ後、エモイは、アフリカ系アメリカ人の医師にスタッフの特権を与えたテキサス州ダラスで最初の主要な病院であるセントポール病院で研修を行った。
エモリーは、1960年にサウスダラス（英語：South Dallas）で内科を専門とする個人診療を開始する前、テキサス州のダラスとマッキニー（英語：McKinney, Texas）に位置する米国退役軍人省（英語：United States Department of Veterans Affairs (VA)）医療センターのスタッフ医師であった。 1966年から、エモリーは、ダラスに位置するテキサス大学サウスウエスタンメディカルスクール（英語： University of Texas Southwestern Medical School）、テレル州立病院（英語：Terrell State Hospital）、テキサス州のシーゴビル（英語：Seagoville）の連邦矯正施設（英語： Federal Correctional Institution）で精神医学を専門とし、最終的には内科と精神医学の両方の専門医師として個人診療を再開した。
エモリーは、政治や地域社会でも活躍した。彼は最終的に選出されることはなかったが、ダラス市長（英語： Mayor of Dallas）に2回、ダラス市議会（英語：Dallas City Council）に1回、テキサス州議会（英語：Texas Legislature）に1回を含む、複数回公職へ立候補した。彼はまた、インプルーブ　ベネボラント　アンド　プロテクティブ　オブ　オーダー　オブ　ワールド（ 英語：Improved Benevolent and Protective Order of Elks of the World）のテキサス州コンベンション、南部キリスト教指導会議（英語：Southern Christian Leadership Conference （SCLC））のダラス支部、およびユナイテッドサービスオーガニゼーション（英語：United Service Organizations（USO））のダラス評議会のメンバーあった。彼は、サン　オブ　コンフェデレート　ベテラン（英語：Sons of Confederate Veterans）のメンバーでもあった。

## 初期の人生と教育
エマーソン・エモリーは、1925年1月29日に、テキサス州のダラスにおいて、コリー・ベイツ・エモリーとルイーズ（リンシカム）・エモリーの間の子供として生まれた。彼の父、コリーは、第一次世界大戦の退役軍人であった。彼の両親は、彼をローマカトリック教徒として育てた。エモリーは、幼い頃から医者になることを熱望していた。
1940年、エモリーは、ダラスのブッカーT.ワシントン高校（英語： Booker T. Washington High School）を卒業した。その後、1940年から1942年にかけてプレーリービューステートノーマルアンドインダストリアル大学（英語：Prairie View State Normal and Industrial College ）へ通った。

## ミリタリーサービス

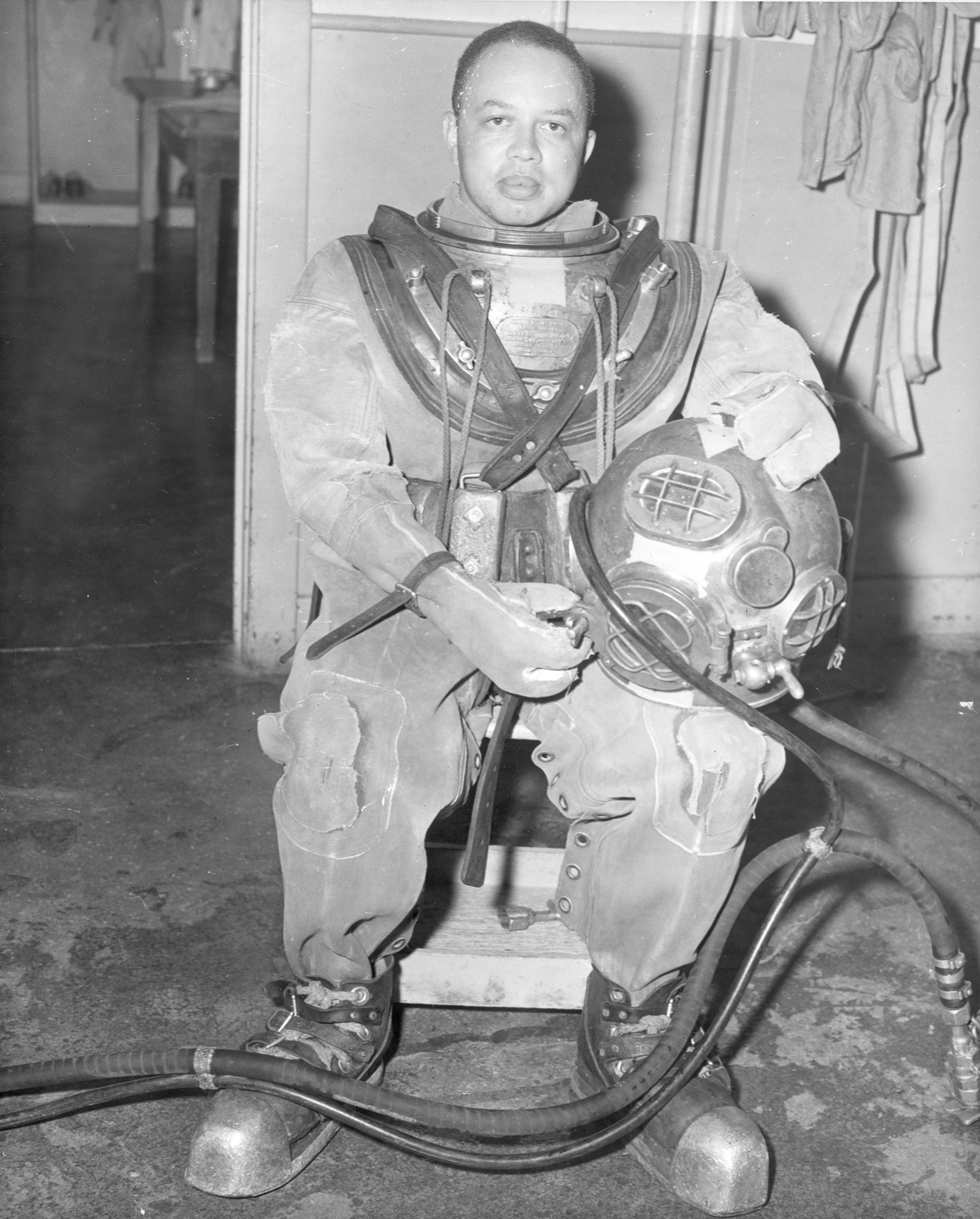
米国海軍予備役へ任務した際の、ヘルメット潜水用の潜水服を着用したエモリー

エモリーは、18歳でアメリカ陸軍に入隊し、第二次世界大戦のヨーロッパ（英語：European）と太平洋の両方の戦場でクオーターマスター軍需品へ仕えた。 1946年において、彼は、陸軍から名誉除隊（英語：honorably discharged）されました。
エモリーは、医療の分野でキャリアを開始した後、米国海軍予備役（英語：United States Naval Reserve）の少尉（英語：ensign）として任命された。 1972年、彼は全米海軍士官協会（英語：National Naval Officers Association）を共同設立し、初代会長に選出された。彼はまた、米国海軍兵学校の議会選考委員会のメンバーも務めた。エモリーは、1979年に引退するまでに、最終的には海軍予備役の大佐にまで昇進した。

## 医療キャリア
1948年において、エモリーは２３歳であった。彼は、ペンシルベニア州のリンカーン大学（英語：Lincoln University）で医学部進学課程（英語：pre-medical ）を修了した。 その4年後、彼は、テネシー州のナッシュビルのメハリー医科大学（英語：Meharry Medical College）で医学博士（MD）を取得した。メハリー医科大学を卒業後、エモリーは、故郷のテキサス州ダラスに戻り、セントポールズ病院で研修を行いった。1953年12月、エモリーは、テキサス州で医療を実践するための免許を与えられた。
1954年に、彼は研修を終えた。同じ年に、セントポール病院は、ダラスにおいて最初の主要な病院となり、アフリカ系アメリカ人の医師に対して特権を与えた。
1954年から1956年の間において、エモリーは、カリフォルニア州のドゥアーテ（英語：Duarte, California）のホープ市立国立医療センター（英語：City of Hope National Medical Center）と、ロサンゼルスの米国退役軍人省（英語：Veterans Affairs（VA））病院であるワズワース総合病院で研修プログラムを完了した。エモリーは、その後、テキサス州へ戻り、1956年と1957年に南メソジスト大学ロースクール（英語：School of Law）で、1957年と1958年にはテキサスサザン大学（英語：Texas Southern University）法学部（英語：School of Law）で学んだ。
エモリーは、1957年から1960年まで、テキサス州ダラスとマッキニーの両方にあるVA医療センターで主治医として働いた。その後1960年に、彼は、サウスダラス（英語：South Dallas）で内科を専門とする個人開業を始めた。1966年中の2か月の間、エモリーは、米国医師会（AMA）のベトナムプロジェクトへボランティア医師として参加し、ベトナム市民への医療サービスを与えた。これは、アフリカ系アメリカ人のボランティア医師としては初めてのことであった。
エモリーは、彼の医療分野でのキャリアの次段階として、精神医学に深く関わっていた。 1966年から1969年の間、彼はダラスのテキサス大学サウスウエスタンメディカルスクール（英語：University of Texas Southwestern Medical School）で精神医学のフェローを務めていた。その後、テレル州立病院（英語：Terrell State Hospital）で精神科医を務め、テキサス州シーゴビル（英語：Seagoville, Texas）の連邦矯正施設（英語：Federal Correctional Institution）で精神科サービスの責任者を務めた。彼は、1972年に開業医に戻ったとき、内科に加えて精神医学を専門とした。
1979年には、エモリーは、彼の医療方法において、麻薬を不法に分配したとして非難された。彼は法廷で身を守り、彼は、中毒者がより厳しい薬物と戦うのを助けるための麻薬の必要性を主張したが、結果的には、彼は有罪とされ、2年の刑を宣告された。

## 政治と地域活動
エモリーは、ダラスにおいて政治活動に関与した。彼は、選挙において勝利を得ることはなかったが、ダラス市長（英語：Mayor of Dallas）に2回、ダラス市議会（英語：Dallas City Council）に1回、テキサス州議会（英語：Texas Legislature）に1回を含む、数回公職に立候補した。
1962年、エモリーは、インプルーブ　ベネボレント　プロテクティブ　オーダー　オブ　エルク　オブ　ワールド（英語：Improved Benevolent Protective Order of Elks of the World (IBPOEW)）の医療調査官に選出され、1965年には、彼は、エルクストリニティロッジの地位の高い支配者として選出された。エモリーは、南部キリスト教指導会議（英語：Southern Christian Leadership Conference（SCLC））のダラス支部の活動的なメンバーであり、1993年には事務局長に就任した。1970年、エモリーは、ユナイテッドサービスオーガニゼーション（英語：United Service Organizations Inc.（USO））のダラス評議会の最初のアフリカ系アメリカ人議長を務めた。また、同じ年、1970年、エモリーは、ワシントンDC（英語：Washington, D.C.）で開催されたホワイトハウスの子供と若者に関する会議（英語：White House Conference on Children and Youth ）の代表者でもあった。
エモリーは、ホームレス、成人の麻薬中毒者の治療（英語：Drug rehabilitation）、および、懲役刑に服した元有罪判決者の投票権（英語：Felony disenfranchisement in the United States）の強い支持者だった。また、エモリーは、公民権の推進のための訴訟の有効性を信じ、ダラス市、ダラス　インデペンデント　スクール　ディストリクト（英語：Dallas Independent School District (Dallas ISD or DISD)）、およびテキサス大学サウスウエスタンメディカルセンターに対して訴訟を起こした。
1990年代には、エモリーは、中央高速道路（英語：Central Expressway）の拡張中において、ダラスの歴史的なフリードマン墓地を保護する援助に貢献した。彼はまた、正義、法と秩序のための黒人市民のための活動を行った。

## 私生活
エモリーは、ペギー・リリアン・ヘラルドと結婚し、別居する前に3人の子供（エマーソン・ラスティ・エモリー・ジュニア、カロン・ハッチソン、シャロン・エモリー）をもうけた。
エモリーは、自分自身を歴史マニアだと考えており、特にアメリカ連合国の歴史に興味を持っていた。奴隷所有のアメリカ連合国の伝統を否定的に見なす傾向があるアフリカ系アメリカ人の間の共通の考え方から逸脱して、彼は彼自身がマンスフィールドの戦いで殺された第17テキサス騎兵隊のメンバーであるヘンリーC.ハンコック の子孫である可能性が高いことがわかった後、Sons of Confederate Veterans（英語）に加わった。
1998年、エモリーは、ワシントンDCに新しく献堂されたアフリカ系アメリカ人南北戦争記念館（英語：African American Civil War Memorial Museum）においてSons of Confederate Veterans（英語）を代表して詩を読み、花輪を捧げたいという願いを、全国的なニュースを通して発表した。しかしながら、彼の願いは拒否され、エモリーは、真夜中に記念館を訪問し花輪を捧げた。エモリーはまた、アーリントン国立墓地内の無名戦士の墓に南軍の旗を立てることを要求したが、これも拒否された。1999年、エモリーは, オースティンで開催されたSons of Confederate Veteransのテキサス連邦遺産祝賀会でゲストスピーカーを務めた。
エモリーは、2003年1月28日、ダラスのメソジストメディカルセンターにおいて、癌による合併症で78歳の誕生日を前にして亡くなった。彼の葬儀ミサは、テキサス州ダンカンビル（英語：Duncanville）の聖霊カトリック教会で行われ、ダラス南部のカーバー墓地に埋葬された。

## オーナーとレガシー
1966年、エモリーは、米国国際開発庁の人道賞を受賞し、1969年には、宗派間大臣同盟（英語： Interdenominational Ministers' Alliance）から人種関係の卓越した業績に対して表彰を受けた。1973年、エモリーは、ダラス黒人商工会議所の100アワードの医学賞を授与し、1990年には、ジュニアブラックアーツアンドレターズアカデミー から”Dallas Living Legend（英語）”の名を受けた。
エモリーには、コミュニティサービス、政治活動、そして彼の信念へ貢献した。彼のモットーは「言葉ではなく行為」であった。エモリーの活動について意見した人々は、彼の見解が矛盾しているように見えることがよくあった。例えば、一方で、エモリーは、アフリカ系アメリカ人の市民権を強く支持し、その一方では、南軍の遺産と南軍の兵士の勇敢さ受け入れた。 「エマーソン・エモリー博士のオフィスは、南軍の旗がヒラリー・ロダム・クリントンの写真と壁のスペースを共有している数少ないオフィスの1つある」と、ダラスモーニングニュースのデビッド・フリックは記事にしている。フリックは、エモリーをしばしば「矛盾した驚くべき信念」を持っていた人と述べた。